# Новиков, Евгений Владимирович
Евгений Владимирович Новиков (род. 16 февраля 1952) — советский и киргизский футболист и тренер.

## Карьера
Игровая карьера прошла в команде «Алга».
С 1987 года работал в тренерском штабе «Алги» под руководством Бориса Подкорытова. В 1992 и 1993 годах под руководством Подкорытова команда взяла два «дубля». В 1994—1995 годах Новиков уже самостоятельно работал в «Кант-Ойле», с которым завоевал два чемпионских титула. В середине 1996 года назначен главным тренером бишкекского «Динамо» и спустя год привёл команду к чемпионству. В 1999 году уступил тренерский пост Михаилу Тягусову, но в июле 2001 года снова стал главным тренером, команда в это время носила название «Эркин-Фарм».
В 1997—2001 годах возглавлял тренерский штаб киргизской сборной.